# OVERDOSE (HIROOMI TOSAKAの曲)
「OVERDOSE」（オーバードーズ）は、日本の歌手・HIROOMI TOSAKA（登坂広臣）の通算2枚目のCDシングルである。2019年11月20日にrhythm zoneから発売された。

## 概要
- 「CD+DVD」、「CDのみ」の2形態での発売。1曲2バージョンで、カップリング曲は表題曲のインストゥルメンタル・バージョンのみを収録。

## 収録曲

### CD
1. OVERDOSE [4:04]
作詞：Yohei、作曲：UTA
2. OVERDOSE (Instrumental)

### DVD
1. OVERDOSE (Music Video)

## 収録アルバム
| 収録アルバム | 楽曲     | 曲順 |
| ------------ | -------- | ---- |
| Who Are You? | OVERDOSE | 5    |